# Antivol (vélo)
Un antivol de bicyclette est un dispositif antivol adapté aux spécificités d'un vélo. Différents types de modèles existent, offrant une plus ou moins grande protection.

## Importance
Le vol de vélos est un phénomène fréquent dans les centres urbains. Des études ont montré qu'il s'agit d'un frein important au développement de la pratique du vélo en ville. En France, une enquête de l'IFRESI-CNRS, a estimé à plus de 400 000 le nombre de vélos concernés chaque année (données de 1999 à 2001).
Cet état de fait impose à chaque utilisateur de vélo en ville la possession et l'utilisation d'au moins un antivol adapté, y compris à l'intérieur. La moitié de ces vols aurait en effet lieu dans un lieu privé (cour, hall, local fermé, parc vélos, etc.).
Le choix d'un bon antivol est déterminant ; il en existe en effet de nombreux modèles notoirement insuffisants.
En 2020, en Belgique environ 25 000 vols de vélo ont été signalés.
Le secteur des anti-vols est peu innovant.

## Types
Pour être efficace, l'antivol doit être un lien fixant le vélo à un élément inamovible tel que du mobilier urbain, ou un élément spécifique de stationnement cyclable.
Dans toutes les agglomérations, il existe un tel mobilier, dédié au vélo (repose-vélo, râtelier à vélo) ou non (banc public, arceaux en tous genres).

Différents types d'éléments où fixer un vélo en ville
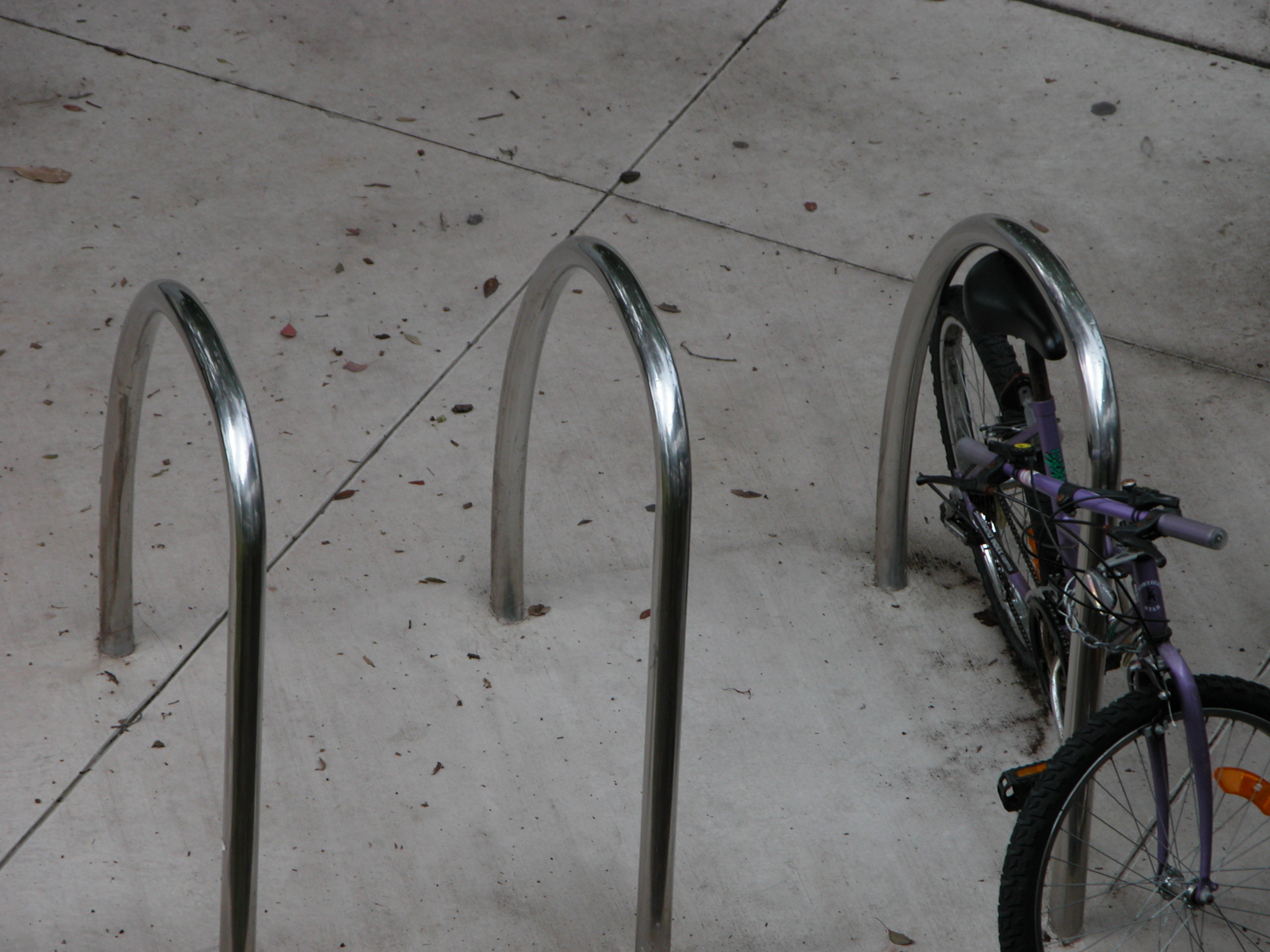
Arceaux à vélos.
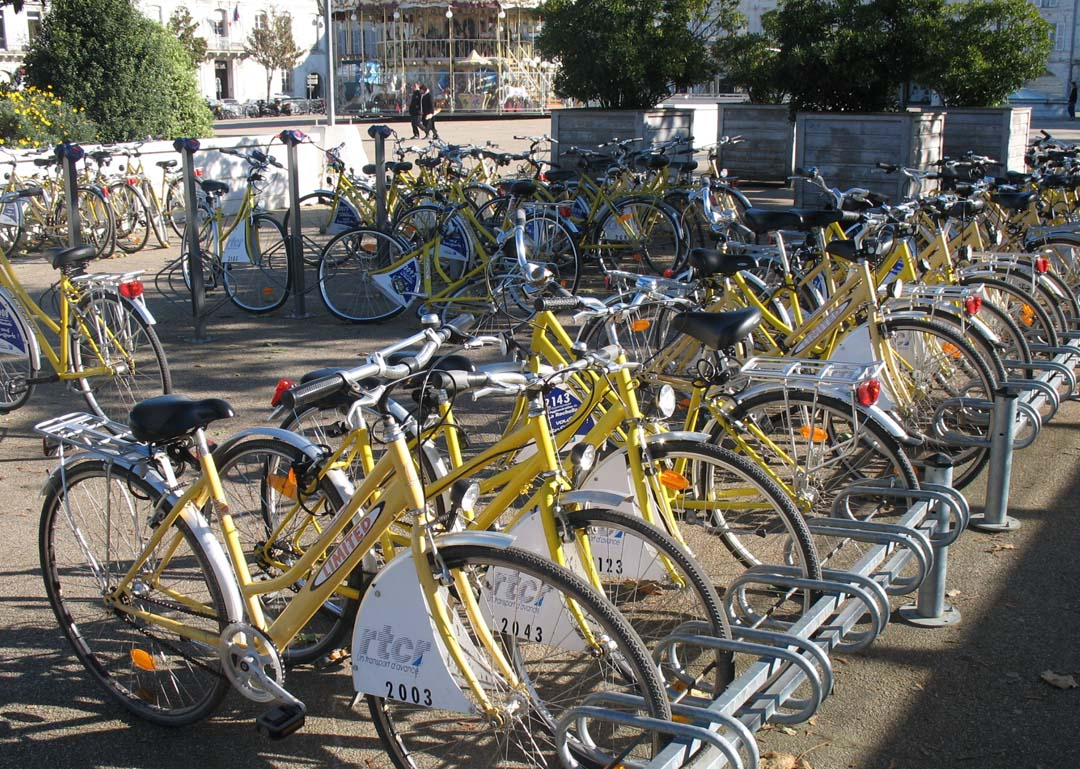
Râteliers à vélos.
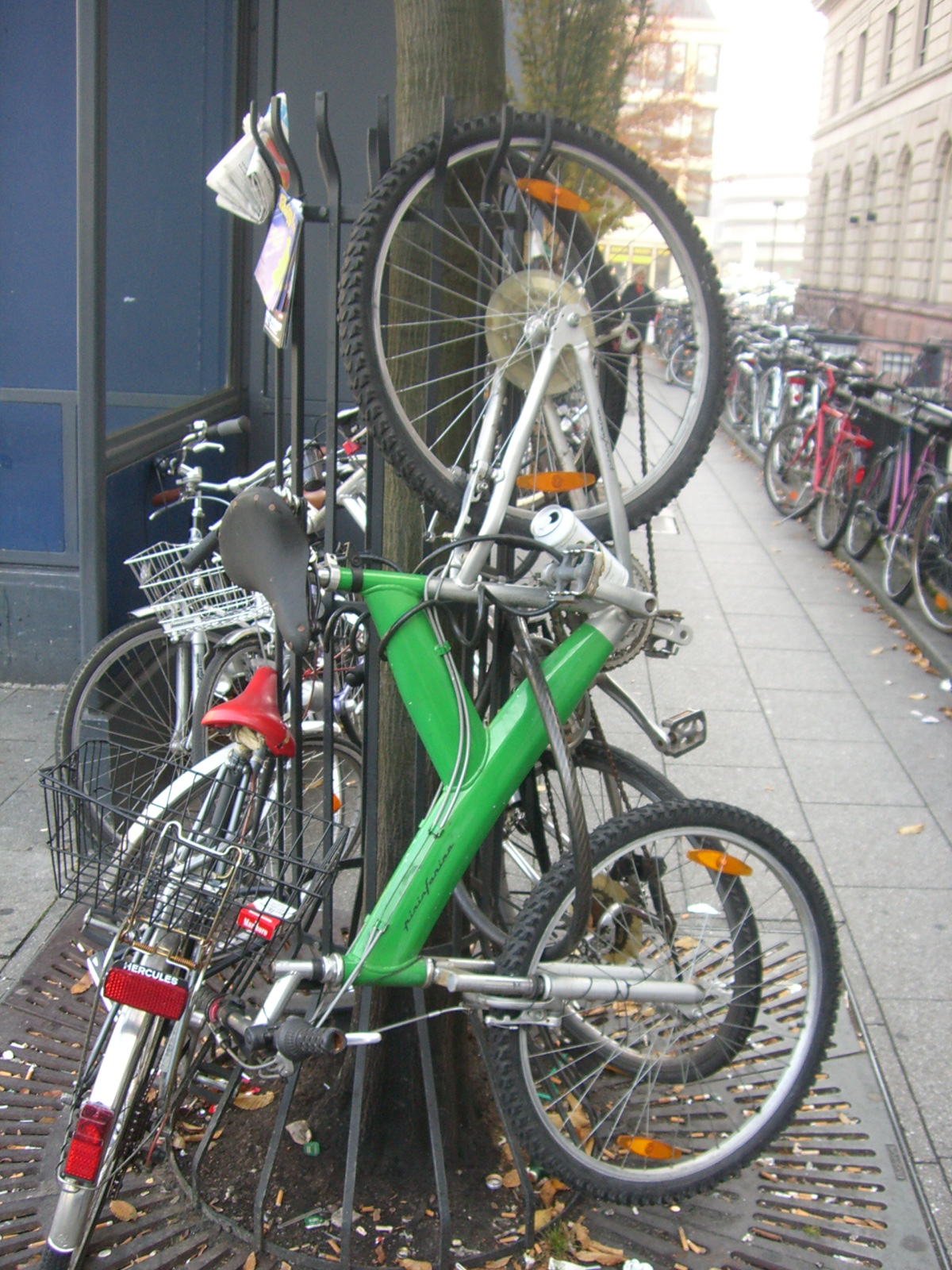
Mobilier urbain non dédié au vélo.

Ci-dessous sont listés les différents types d'antivols vendus dans le commerce.

### Antivols en U

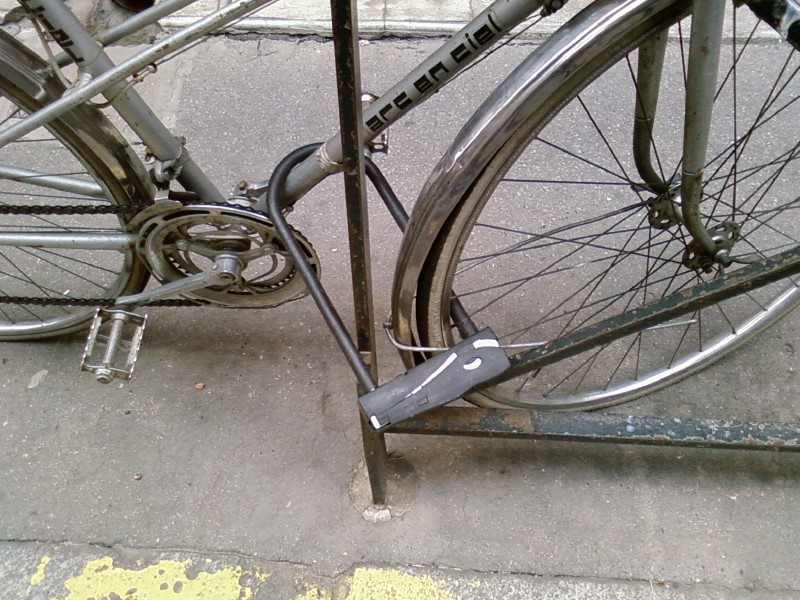
Antivol type U.

Ce type d'antivol est constitué d'une barre d'acier recourbée en forme de U verrouillée à ses deux extrémités par un bloc serrure.
Ces antivols constituent la meilleure protection contre le vol, du point de vue du rapport résistance/poids et résistance/prix.
Ils ont pour inconvénients d'être un peu lourds (1 kg minimum) et parfois difficiles à mettre en place du fait de leur rigidité. Il faudra choisir un antivol U de dimension suffisante pour pouvoir accrocher le cadre et la roue avant à un point fixe en toute circonstance.
Un U complété avec un antivol de cadre (voir ci-dessous) bloquant la roue arrière, suffisant pendant les arrêts courts, constitue le meilleur compromis du point de vue de l'efficacité et de la facilité d'emploi.

### Chaînes

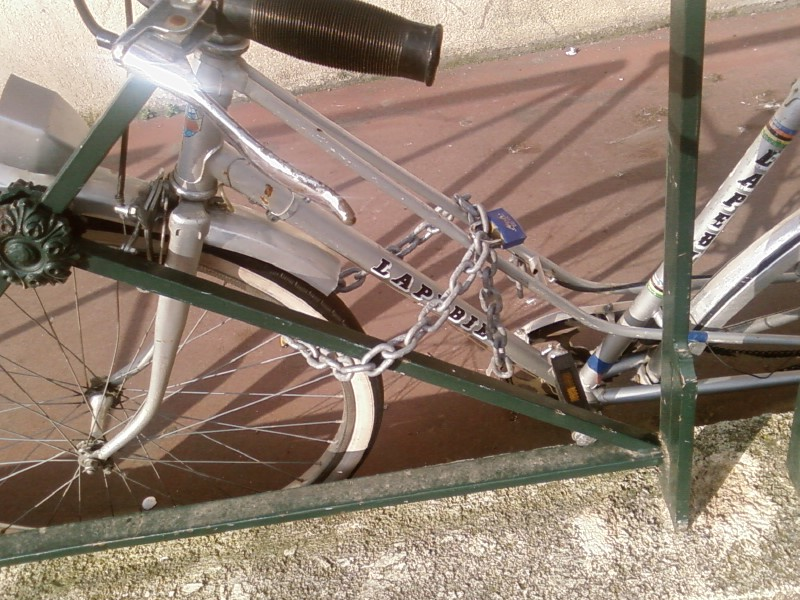
Antivol type chaînes.

Il s'agit d'un ensemble de maillons d'acier uni par un cadenas.
Leur résistance dépend du diamètre des maillons et de leur matière. Les Néerlandais utilisent pour accrocher les vélos de nuit à du mobilier urbain des chaînes constituées de maillons de 1 cm de diamètre. 

### Câbles (dits «serpents»)

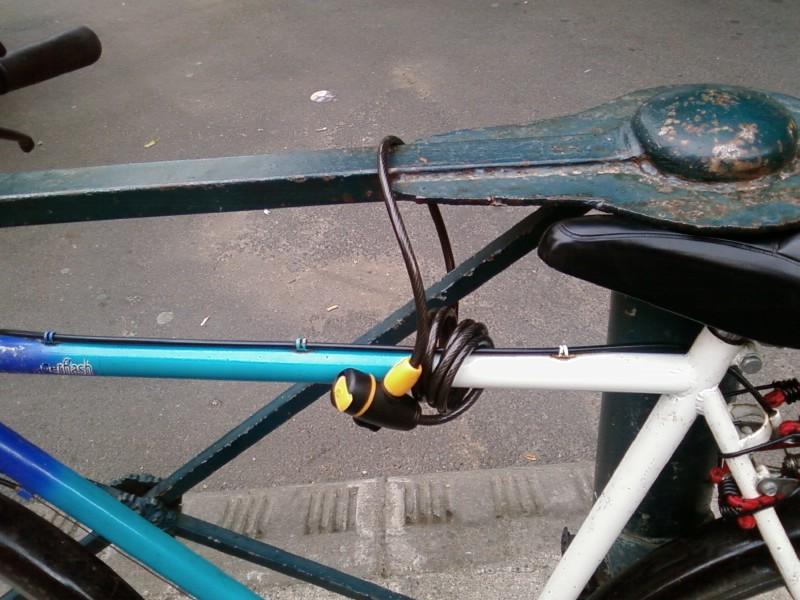
Antivol type câble.

Ce sont des fils d'acier tressés, spiralés ou non. Ils sont entourés d'une gaine de protection en plastique, transparente pour grossir le diamètre apparent du câble d'acier par effet loupe. Les câbles ne résistent pas plus de quelques secondes à l'agression d'outils de petite dimension (20 cm), très discrets, que l'on trouve dans le commerce pour une vingtaine d'euros.
Ce type d'antivol souffre également fréquemment de fragilité au niveau de la serrure, ce qui rend possible des vols sans aucun outil, par simple arrachement.
Du fait d'une résistance au vol très réduite il s'agit plutôt d'une dissuasion pour éviter les vols « opportunistes ».

### Câbles avec armature (ou articulés ou «boas» ou «pythons»)

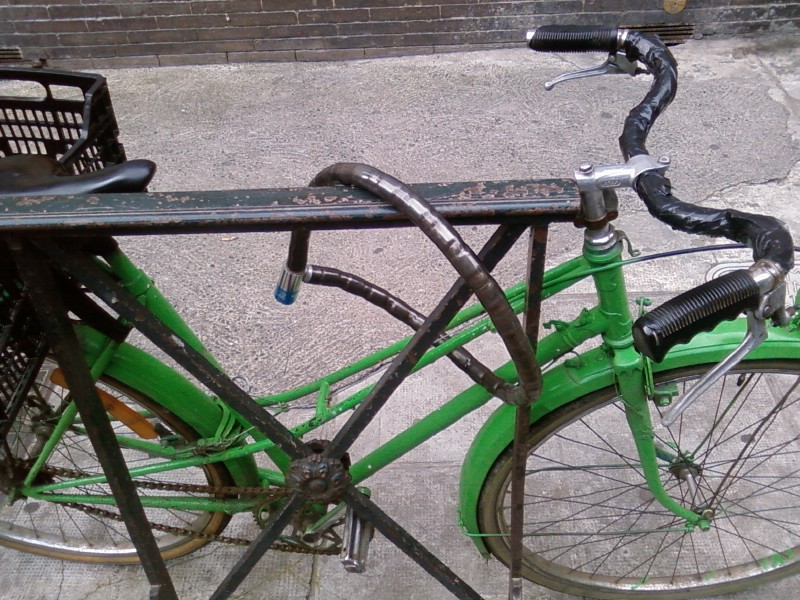
Antivol type Boa.

Même principe que les câbles où l'ensemble est recouvert d'armature en acier articulée rendant le câble plus difficile à sectionner.
Ces antivols sont plus résistants que les câbles simples, mais cependant pas comparables au U, bien que plus pratiques à utiliser.
Souvent dotés d'une serrure circulaire, celles-ci peuvent être vulnérables à un crochetage opéré avec une mine plastique de stylo à bille.

### Antivols «pliables» en forme de mètre de menuisier

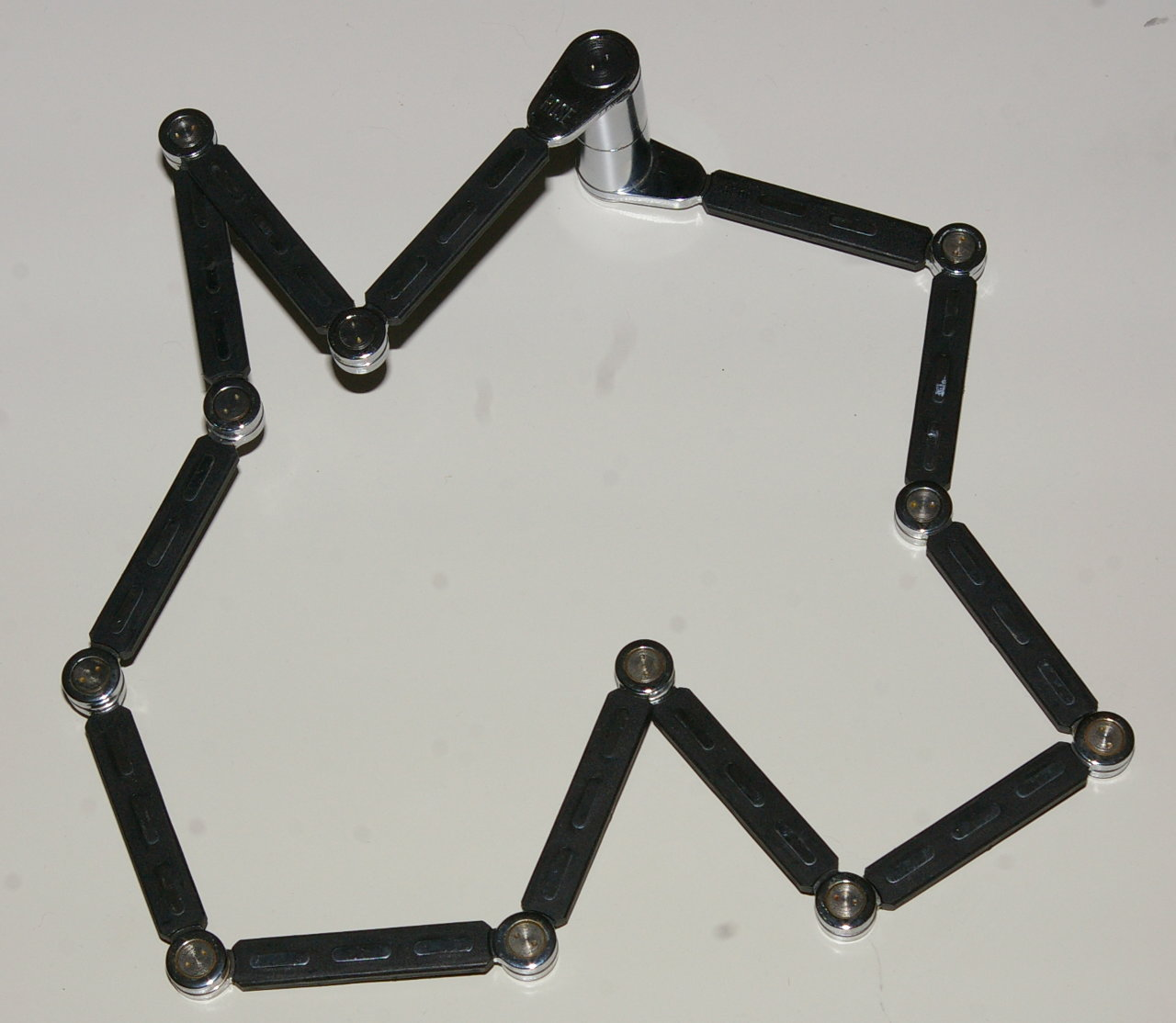
Un antivol articulé.

Il s'agit de bras d'acier aplatis articulés entre eux à la manière d'un mètre pliant permettant de former une boucle.
Ils sont plus résistants que les câbles et les « boas » et un peu plus pratiques que les U. 
Néanmoins la forme plate des bras les rend plus vulnérables que les U à section ronde.

### Menottes
Ce type d'antivol à l'aspect de menottes classiques : deux bracelets reliés par une chaîne. L'un des bracelets se fixe au vélo, l'autre à un élément de mobilier urbain.
Ce sont des antivols solides mais pas très pratiques.
Ils sont difficiles à trouver dans le commerce.

### Antivols à alarme
Certains antivols sont munis d'une alarme électronique qui se déclenche en cas de choc, émettant un bruit très aigu qui a pour but de dissuader le voleur. L'électronique est inséré dans le boîtier de serrure, ce qui a pour effet de le fragiliser. Les fabricants d'antivols réputés ne proposent pas de tels produits.

### Antivols fixes
Sont classés ici les antivols n'ayant pas pour but de fixer le vélo à du mobilier urbain mais d'empêcher le vol de certaines pièces ou de rendre le vélo inutilisable. Ils ne peuvent être donc utilisés qu'en complément des antivols précédemment cités.

#### Antivols de cadre ou antivols «hollandais» en forme de fer à cheval

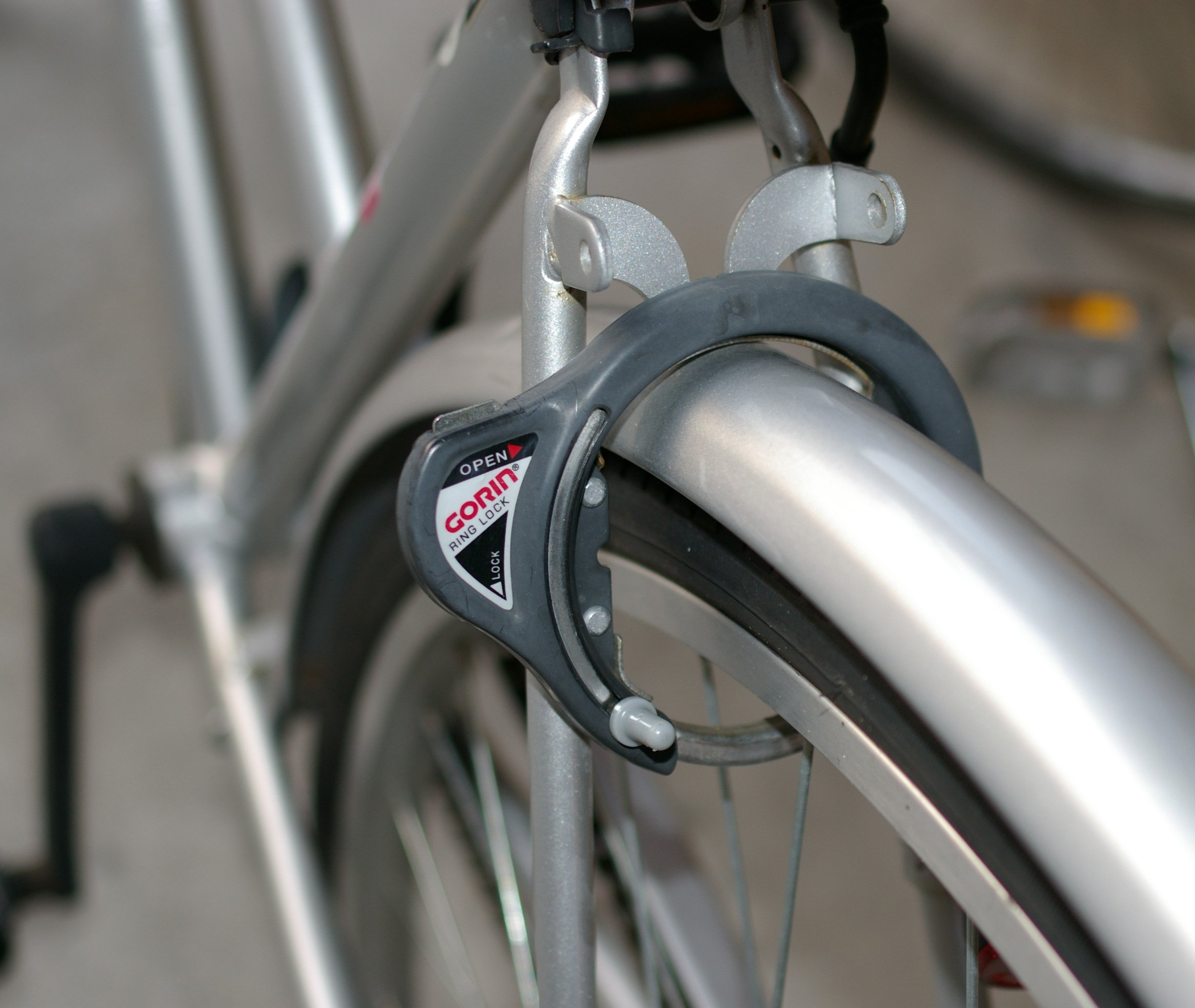
Antivol de cadre en fer à cheval.

Il s'agit de dispositifs fixés au cadre du vélo et verrouillant la roue arrière. Lorsqu'ils sont enclenchés une barre d'acier passe entre les rayons de la roue.
Ces antivols sont très solides et leur effraction entraîne des dommages irrémédiables au cadre.
Ils sont très pratiques, car rapides à mettre à place. Ils sont efficaces dans la journée pour des arrêts courts ou pour des arrêts longs s'ils sont complétés par une extension chaîne (qui se clipse dans l'antivol et utilise donc la même clé) ou un autre antivol qui permettent de fixer le vélo à du mobilier urbain.
Ces antivols sont très répandus dans les pays à forte culture vélo pour une utilisation de jour : Pays-Bas, Danemark, Suède, Allemagne, etc.

#### Antivols de direction
Antivol permettant, sans les démonter, de désolidariser le cintre et la potence. Cette manœuvre rend le vélo inutilisable.

#### Antivols connectés
Les antivols vélo connectés ou antivols vélos intelligents, contiennent un système qui permet de les verrouiller et de les déverrouiller sans clé, simplement à l’aide de son smartphone et de recevoir des notifications en cas de tentative de vol.
Ils proposent souvent une alarme qui se déclenche en cas de manipulation anormale du vélo et sont, pour beaucoup, équipés d’une puce GPS qui permet de les géolocaliser.
Comme les antivols classiques, il faut prendre en compte le niveau de sécurité (qui peut être différent selon les fabricants) afin d'avoir une indication fiable sur le produit.
En 2020, la Ville de Strasbourg, l'entreprise Anoclo et l'association de cyclistes CADR 67 lancent le programme Vigivélo pour tester sur cinq cents vélos un dispositif de géolocalisation. Chiffré à 100 000 €, le programme vise à expérimenter une solution permettant de réduire le nombre de vols de vélos, estimé à 4 500 par an à Strasbourg d'après Fabien Masson, directeur de CADR 67.

#### Antivols pour les pièces amovibles
Les vols de roues et de selle de vélo étant fréquents à cause des attaches rapides à levier, il est utile de remplacer ces dernières par des attaches classiques à boulons. On trouve aussi des systèmes d'attache avec des boulons nécessitant l'emploi d'une clef spécifique pour être démontés, comme pour les roues des voitures.
Un autre système antivol à levier utilise un dispositif à bille pour verrouiller le levier en position horizontale, lorsque le cadre est attaché à un point fixe avec un antivol. En position verticale on peut déverrouiller sans outil.
Un autre système antivol est composé d'un verrou qui se fixe sous la selle (sans modification). Quand on gare son vélo : on enlève la selle en quelques secondes grâce à l’attache rapide, on met le tube de la selle en travers de la roue arrière et on verrouille le verrou sur le cadre. Il protège ainsi la roue et la selle.

### Garage à vélo antivol
Il existe différents modèles de garage à vélo de type box à vélo avec arceau de parking pour les stationnements privés. Dans un garage privé, y compris dans un box automobile, il convient également de privilégier l'installation d'un arceau ou d'une ancre fixe à visser au mur ou au sol pour y sécuriser le vélo avec un cadenas antivol.

### Autres techniques de lutte contre le vol
- Le marquage des vélos[6].
- Les stations vélos avec gardiennage dans les gares.
- Les box individuels sécurisés en ville.
- Véligo : abri sécurisé pour vélos en Île-de-France.